# سارا بویس
سارا بویس (انگلیسی: Sarah Buis؛ زادهٔ ۲۰ مارس ۲۰۰۰) بازیکن زن واترپلو اهل هلند است.
وی در مسابقات کشوری و بین‌المللی در مجموع برندهٔ ۱ مدال برنز شده است.